# 麥健時報告書

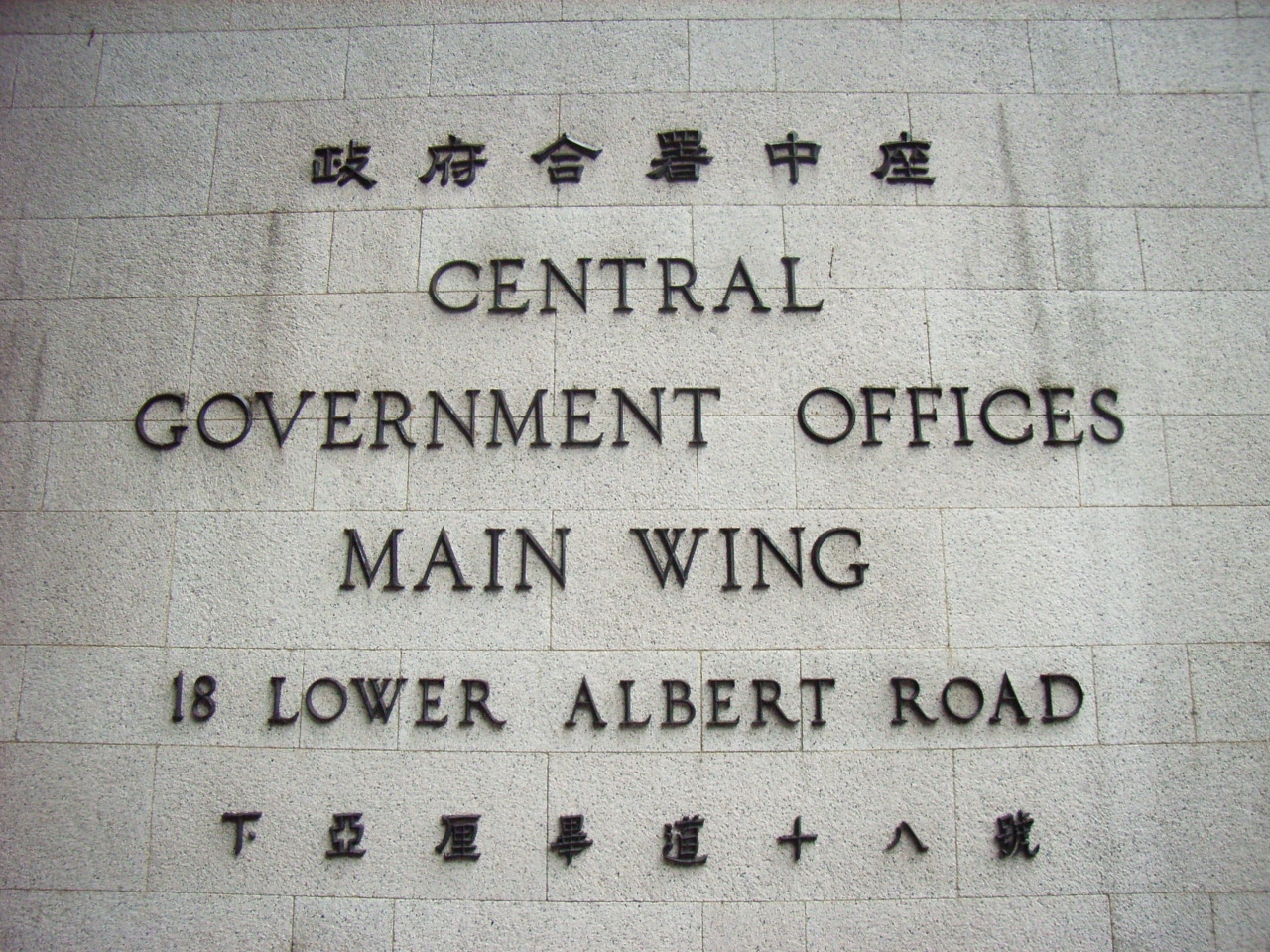
麥理浩採納《麥健時報告書》的建議，重組政府核心管治架構，圖為布政司署（前稱輔政司署）所在的中區政府合署中座

《麥健時報告書》（英語：McKinsey Report）是由時任港督麥理浩聘請麥健時公司針對香港政府體制進行研究後，於1973年提出的改革建議文件。在報告完成後，麥理浩遂按建議重整港府的架構。

## 歷史
任內作出不少重大決策的港督麥理浩，認為要有效推動政策，就有必要提升政府的施政效率。有見及此，他上任不久便在1972年聘請國際顧問公司麥健時公司，研究港府內部的管治體制。麥健時公司於1973年完成研究，發表《麥健時報告書》後，麥理浩遂按建議重整港府的核心架構。在新的架構下，總督之下的輔政司、財政司和律政司三司維持不變，但在三司之下的輔政司署，則重新改組為經濟科、環境科、民政科、房屋科、保安科和社會事務科六個決策科、以及架設財政科及銓敘科兩個資源科。這個新的架構在當時被外界形容為「迷你內閣」，輿論認為新制度令港府管治架構變得像私人公司般更有效率，各政策科首長猶如公司的經理、總督是行政總裁，三司猶如行政總裁的副手，而行政立法兩局議員就像其他主要股東。但是，港府內部也有聲音，質疑麥理浩聘請外間顧問公司，一反過往殖民地由英政府委派專家組織委員會的做法；而新方案把部份制定政策的權力由行政立法兩局交到各政策科的官員手上，也使到過往只負責執行政策的官員需要時間適應。
繼1973年的改組後，麥理浩繼續按報告書的建議改組政府架構，而其他較主要的改組包括在1976年將輔政司改稱布政司，同時把輔政司署改稱布政司署、在1980年於布政司署增設教育科，由教育司任首長，而原教育司署則改稱教育署，受教育科管轄，首長由原來的教育司改稱教育署署長、以及在1982年裁撤環境科並分拆工務司署，改為增設地政工務科和運輸科等等。針對新界的發展以及地方行政的擴充，麥理浩對地方管治也進行了重大的改組。在1974年，麥理浩設立新界拓展署，負責新界的開發和規劃，同年，他在原有的新界民政署之上設立新界政務科，原有新界民政署長一職則獲升格為新界政務司，負責總管新界政務和制訂與新界有關的政策。